# Ó̲
Ó̲ (minuscule : ó̲), appelé O accent aigu trait souscrit ou O accent aigu souligné, est une lettre latine utilisée dans l’écriture du goemai et de l’oneida. Elle n’est pas à confondre avec le Ó̱, O accent aigu macron souscrit.

## Usage informatique
Le O accent aigu trait souscrit peut être représenté avec les caractères Unicode suivants : 
- précomposé et normalisé NFC (supplément latin-1, diacritiques) :

| formes    | représentations | chaînes de caractères | points de code | descriptions                                                     |
| --------- | --------------- | --------------------- | -------------- | ---------------------------------------------------------------- |
| capitale  | Ó̲               | Ó◌̲                    | U+00D3 U+0332  | lettre majuscule latine o accent aigu diacritique trait souscrit |
| minuscule | ó̲               | ó◌̲                    | U+00F3 U+0332  | lettre minuscule latine o accent aigu diacritique trait souscrit |

- décomposé et normalisé NFD (latin de base, diacritiques) :

| formes    | représentations | chaînes de caractères | points de code       | descriptions                                                                 |
| --------- | --------------- | --------------------- | -------------------- | ---------------------------------------------------------------------------- |
| capitale  | Ó̲               | O◌̲◌́                   | U+004F U+0332 U+0301 | lettre majuscule latine o diacritique trait souscrit diacritique accent aigu |
| minuscule | ó̲               | o◌̲◌́                   | U+006F U+0332 U+0301 | lettre minuscule latine o diacritique trait souscrit diacritique accent aigu |